# John Treacy
John Treacy (Irlanda, 4 de junio de 1957) es un atleta  retirado, especializado en carreras de fondo en la que llegó a ser medallista olímpico en 1984.

## Carrera deportiva
En los JJ. OO. de Moscú 1980, cuando participaba en la carrera de 10000 metros y le quedaban 200 metros para llegar al suelo, se derrumbó cayendo al suelo víctima del calor y la deshidratación.
En los JJ. OO. de Los Ángeles 1984 ganó la medalla de plata en la maratón, recorriendo los 42,195 km en un tiempo de 2:09:56 segundos, llegando a meta tras el portugués Carlos Lopes que batió el récord olímpico con 2:09:21 segundos, y por delante del británico Charlie Spedding.